# Giuse Trần Đình Long
Giuse Trần Đình Long (thường được nhiều người biết đến với tên gọi chung là Cha Long hay Cha Long, Lòng Chúa Thương xót) là một linh mục Công giáo người Việt Nam. Ông có tài giảng thuyết thu hút nhiều người nghe và được biết đến bởi những bài giảng về Lòng Chúa thương xót.
Các bài giảng của ông - bằng những hình thức khác nhau - được nhiều người chia sẻ trên mạng để nghe, đọc phổ biến. Tuy nhiên, ông vướng vào nhiều cáo buộc liên quan đến việc cho người lên làm chứng các phép lạ chưa được giáo quyền kiểm chứng ngay trong Thánh lễ, cũng như việc ông đặt tay cầu nguyện xin chữa lành, và gieo rắc quan điểm giữ đạo vì phép lạ. Cũng có một số cáo buộc cho rằng ông làm giả nhân chứng để đánh bóng tên tuổi. 
Trước những cáo buộc này, Giám quản Tổng giáo phận Sài Gòn Giuse Đỗ Mạnh Hùng đã thuyên chuyển ông từ giáo điểm Tin Mừng, nơi ông đang làm quản xứ để về Trung tâm mục vụ của Tổng giáo phận vào tháng 7 năm 2019. 

## Hoạt động mục vụ
Giuse Trần Đình Long sinh ngày 20 tháng 08 năm 1956 tại Gia Định, thuộc giáo xứ Tân Việt, Tổng Giáo phận Sài Gòn. Nguyên quán thuộc giáo họ Tân Bình, giáo xứ Cổ Việt, giáo phận Thái Bình. Ông có một người chị là nữ tu Maria Trần Thị Cậy, thuộc Hội dòng Mến Thánh Giá Tân Việt. Ông thụ phong linh mục ngày 22 tháng 12 năm 1991 tại Nhà thờ Đức Bà Sài Gòn do Tổng Giám mục Phaolô Nguyễn Văn Bình truyền chức. 
Linh mục Long nguyên là tu sĩ thuộc dòng Thánh Thể Việt Nam, tuy nhiên ông có xu hướng hoạt động không đúng với đặc sủng và cùng hướng của nhà dòng - nên không được cho tiếp tục mục vụ tại dòng Thánh Thể. Ông xin gia nhập Linh mục đoàn của Tổng Giáo phận Sài Gòn và được nguyên Tổng giám mục của Tổng giáo phận Sài Gòn Phaolô Bùi Văn Đọc đồng ý, nhưng cho thời gian thử thách 5 năm bằng việc cử đi mục vụ tại Giáo điểm Tin Mừng, một giáo điểm truyền giáo mới thành lập, để loan báo Tin Mừng.
Ngày 16 tháng 12 năm 2015, ông được phân công về làm Quản xứ Giáo điểm Tin mừng thuộc Giáo hạt Xóm Chiếu, Tổng giáo phận Sài Gòn.

### Tại nhà thờ Chí Hòa
Linh mục Giuse Trần Đình Long thường được xem như một chứng nhân cho Lòng Chúa Thương Xót của người Công giáo. Những người đã nhận được ơn lành từ ông thường xuyên lên các phương tiện truyền thông loan báo và làm chứng cùng với ông cho việc này.
Thời gian linh mục Long còn ở dòng thánh Thể, mỗi thứ 5 hàng tuần ông đều tổ chức Thánh Lễ kính Lòng Chúa Thương Xót tại Nhà thờ Chí Hòa. Khoảng năm 2012, mỗi Thánh lễ ông cử hành có rất đông người tham dự từ khắp nơi tụ về. Chính quyền và giáo quyền gặp nhiều khó khăn trong công tác quản lý, nên nhà dòng buộc phải yêu cầu ông tạm ngưng một thời gian.  
Thời gian tạm ngưng đó ông đi nước ngoài. Có nhiều cáo buộc cho rằng việc ông đi nước ngoài là do nhà dòng gửi đi nghỉ dưỡng, nhưng ông không được phép của bề trên cho việc giảng đạo. Việc làm này của nhà dòng được công bố rộng rãi ở các nơi ông viếng thăm. Thế nhưng, ông lại trưng ra một văn bản do bề trên nhà dòng cho phép ông giảng lễ. Việc làm này sau đó khiến ông phải rời nhà dòng, vì bề trên dòng Thánh Thể xác nhận đó là văn bản giả mạo, cũng như nhà dòng đã công bố rõ ràng trên các phương tiện truyền thông Công giáo trong và ngoài nước khi đó một văn bản chính thức ngăn trở linh mục Long giảng tại nước ngoài - văn bản này được cấp cho linh mục Long khi ông rời Việt Nam đi nghỉ dưỡng.  

### Tại Giáo điểm Tin Mừng
Trong thời gian thi hành mục vụ tại Giáo điểm Tin Mừng, các thánh lễ do linh mục Trần Đình Long chủ tế có rất nhiều người đến nghe giảng - bao gồm cả người nổi tiếng như danh hài Chí Tài. Mỗi ngày, có hàng ngàn người từ nhiều nơi, cả trong và ngoài nước, đến từ sớm để đọc kinh tại giáo điểm và nghe ông giảng trong Thánh Lễ. Các Thánh Lễ ông giảng có khi kéo dài gần 2 tiếng đồng hồ, được phát trực tiếp trên Facebook và Youtube, hoặc được xem hay nghe lại nhiều lần bởi rất nhiều người - kể cả có hoặc không theo đạo Công giáo. Người ngoài tỉnh thường thuê xe du lịch nhiều chỗ ngồi đi như một dạng tour hành hương đến nghe giảng rất đông, dẫn đến phát sinh các nhu cầu về nhà trọ và sinh hoạt thiết yếu kèm theo.
Thời gian đó, có một số vấn đề được đăng lên mạng, như mâu thuẫn giữa linh mục Long và các nữ tu đang cộng tác trong giáo điểm về vấn đề tranh chấp không rõ ràng đất của nhà xứ hoặc đường dây điện cao thế đi qua nhà thờ, khiến giáo điểm phải khắc phục thu hẹp diện tích cho phù hợp.

## Các cáo buộc
Các cáo buộc về linh mục Long xảy ra từ khi ông ra khỏi nhà dòng để giảng phòng - bao gồm cả ở trong nước lẫn nước ngoài. Nếu như trước khi xin gia nhập linh mục đoàn của Tổng Giáo phận Sài Gòn, linh mục Long từng bị cáo buộc giả các văn bản của dòng Thánh Thể để đi nước ngoài giảng đạo, cùng với việc không vâng phục bề trên nhà dòng khác nên ông bị buộc phải ra khỏi dòng Thánh Thể. Thì đến thời điểm này, các cáo buộc càng nhiều hơn khi ông về phụ trách Giáo điểm Tin Mừng.
Theo VietcatholicNews, linh mục Trần Đình Long là "người được nhiều người ái mộ, coi như một nhân vật đặc sủng, nhưng không thiếu người cho là đi trệch ra ngoài kỷ luật Phụng vụ của Giáo hội Công giáo qua việc cho người lên làm chứng các phép lạ chưa được giáo quyền kiểm chứng trên bục giảng trong Thánh Lễ, cũng như đặt tay cầu nguyện xin chữa lành, và gieo rắc một quan điểm giữ đạo vì phép lạ." Trên Cổng thông tin điện tử của Ủy ban nhân dân Quận Tân Bình, linh mục Long ngoài vi phạm về giờ giấc, an ninh trật tự tại địa phương còn "tăng cường tuyên truyền, khuếch trương hoạt động, tạo dựng danh tính và đánh bóng tên tuổi bằng nhiều cách..."
Ngày 16 tháng 3 năm 2019, Linh mục Phêrô Kiều Công Tùng, Chánh Văn phòng Tòa Tổng Giám mục Sài Gòn khi trao đổi với phóng viên báo Giác Ngộ đã nói: "Nhà nước giờ cũng phản ánh làm như vậy không đúng về mặt pháp luật" và "việc thu hút người ta đến bằng cách đặt tay để chữa bệnh, Giáo hội Công giáo không chủ trương việc đó", cũng như các việc làm của linh mục Long là "gần như ngoài tầm kiểm soát của Tòa Tổng Giám mục Thành phố Hồ Chí Minh".
Trên Cổng thông tin Phật giáo thuộc Giáo hội Phật giáo Việt Nam, có bài về việc Sư cô Thích nữ Diệu Kim đến Giáo điểm Tin Mừng huyện Nhà Bè làm nhân chứng và xuất hiện trong lễ của linh mục Giuse Trần Đình Long. Bài báo sau quá trình điều tra thực tế đã tố cáo clip được phát trên mạng về việc này này là dàn dựng, coi đây là "hành vi bất thiện".

## Bị thuyên chuyển khỏi Giáo điểm Tin Mừng

### Diến biến
Ngày 27 tháng 3 năm 2019, Tòa Tổng Giám mục Sài Gòn và linh mục Giuse Trần Đình Long có buổi làm việc. Theo biên bản thì Bản quyền giáo phận chấp thuận để “cha Long cứ giảng về Lòng Chúa Thương Xót nhưng không mời chứng từ chia sẻ''” và yêu cầu “cha Long không thực hành việc đặt tay”. Nhưng linh mục Long đã "thay vào đó đọc một số thư tạ ơn và việc đặt tay được thay bằng việc rảy nước thánh".
Ngày 14 tháng 4 năm 2019, trong buổi tĩnh tâm linh mục liên hạt Gia Định - Thủ Đức - Thủ Thiêm 2019, Giám quản Tổng giáo phận Sài Gòn Giuse Đỗ Mạnh Hùng đã chính thức nhắc nhở linh mục Long trước toàn thể linh mục giáo hạt về các sai phạm của ông. Cụ thể "Bổn phận linh mục là giảng về Lòng Chúa thương xót, nhưng sẽ làm sai Phụng vụ khi đưa chứng nhân lên làm chứng trên tòa giảng. Các linh mục có bổn phận rao giảng Lòng Chúa thương xót theo hướng Giáo hội, không theo ý riêng. Không đặt tay chữa lành vì sẽ làm cho người ta hiểu lầm. Không lôi kéo người ta qua hình thức bên ngoài...".
Ngày 28 tháng 6 năm 2019, Giám mục Giám quản Hùng chính thức gửi văn thư cho linh mục Trần Đình Long cùng linh mục Đoàn Văn Thịnh, hạt trưởng hạt Xóm Chiếu - quản lý giáo điểm Tin Mừng. Thư đề cập việc chấn chỉnh hoạt động Giáo điểm Tin Mừng lúc đó như "Tránh các hình thức trình diễn mang tính thế tục (ca hát, nhảy múa, reo hò...) trên Cung Thánh; không công bố các lá thư cá nhân hay mời bất cứ ai lên làm chứng từ trong phần giảng lễ; với các trường hợp chữa lành, cần phải thận trọng và tường trình vụ việc lên thẩm quyền Giáo hội; không được tách biệt việc đặt tay cầu nguyện và rảy nước thánh khỏi các nghi thức Phụng vụ vốn đi kèm theo chúng và không được cử hành chúng một cách long trọng trước mặt những người mong được chữa lành vì có nguy cơ biến việc đạo đức thành thực hành mê tín dị đoan".
Ngày 22 tháng 7 năm 2019, trong "Thư gửi Dân Chúa Tổng Giáo phận Sài Gòn - TPHCM", Giám quản Đỗ Mạnh Hùng nhận xét: "Tổng giáo phận của chúng ta cũng đang bị ảnh hưởng bởi một số hiện tượng và thực hành đạo đức không xứng hợp, cụ thể như: ...Sự kiện Giáo điểm Tin Mừng với những lạm dụng trong cử hành tôn sùng Lòng Chúa Thương Xót, đặt tay cầu nguyện, chứng từ chữa lành bệnh nhân...". Vì tính chất nghiêm trọng của vụ việc nên lá thư này được "niêm yết" tại nhà thờ và được đề nghị đọc trong tất cả các lễ Chúa nhật 17 Thường niên, ngày 28 tháng 7 năm 2019.
Ngày 29 tháng 7 năm 2019, Tòa Tổng Giám mục Giáo phận Sài Gòn gửi Bổ Nhiệm Thư thuyên chuyển linh mục Giuse Trần Đình Long rời khỏi Giáo điểm Tin Mừng. Theo như Giám Quản Giuse Đỗ Mạnh Hùng, người ký quyết định thuyên chuyển này thì việc bổ nhiệm này là "vì lợi ích chung của Tổng giáo phận, sau khi suy nghĩ, cầu nguyện và bàn hỏi với Ban tư vấn cùng những người có trách nhiệm liên quan".

### Phản ứng của dư luận
Có nhiều phản ứng khác nhau của giáo dân trong và ngoài nước khi việc thuyên chuyển này diễn ra.
Một bài viết trên trang mạng của Giáo phận Bùi Chu đã nhận xét:
- | “ | ...với những gì được chia sẻ với mọi thành phần dân Chúa trong giáo phận trong thư đề ngày 22/07/2019 và văn thư bổ nhiệm đề ngày 29/07/2019 liên quan đến việc thuyên chuyển cha Giuse Trần Đình Long về phục vụ tại Trung tâm Mục vụ, Đức Giám Quản Giuse với tư cách là Đấng Bản Quyền Giáo phận đã cân nhắc đến ích lợi đời sống đức tin và nhu cầu mục vụ trong giáo phận của mình. | ” |

## Thời gian ở trung tâm mục vụ Tòa Tổng Giám mục Giáo phận Sài Gòn
Trong thời gian đầu mới về Trung tâm mục vụ của Tổng giáo phận Sài Gòn, một video clip ngắn đã ghi lại cảnh cha Long đặt tay lên đầu một số tín hữu khi họ đến thăm ông, và dư luận lại rộ lên khi cho rằng ông tiếp tục không vâng lời đấng bản quyền. Bên cạnh đó, Linh mục Long vẫn có một số chuyến đi đến các giáo phận khác để giảng hay làm từ thiện. Những người muốn gặp ông khi theo dõi thông tin trên mạng Facebook, do nhóm người ủng hộ ông lập ra, biết nơi ông tới nên thường kéo đến rất đông.
Vì giáo quyền của Giáo phận Sài Gòn không muốn ồn ào, nên các thông tin về ông thường không rõ ràng lúc đó. Các giáo phận mà ông đến thường từ chối khéo mặc dù đã lên lịch sẵn, hoặc có những giới hạn nhất định như "Thông báo hướng dẫn của Tòa giám mục Lạng Sơn: không được chủ tế thánh lễ, không giảng quá lâu, không được quay phim ghi âm, chỉ các giáo dân khu vực đó được đến tham gia ..." Một số giáo phận từ chối việc ông đến như Giáo phận Phú Cường, Giáo phận Long Xuyên, Giáo phận Bà Rịa và Tổng giáo phận Huế, nhưng ông cũng đi các giáo phận ngoài nước như ở Lào và Campuchia. Các thông báo ngăn trở linh mục Long đến giáo phận giảng được các Tòa giám mục gửi email thông báo đến linh mục trong giáo phận đó.
Các chuyến viếng thăm bên ngoài Tổng Giáo phận của linh mục Long chỉ kết thúc cho đến khi Tổng giáo phận Sài Gòn có tân Tổng giám mục Giuse Nguyễn Năng được bổ nhiệm. Và kể từ đó, những vấn đề liên quan đến ông hầu như đã tạm lắng xuống hoặc ít được nhắc đến.